# Бабаян, Грант Геворкович
Грант Гево́ркович Бабая́н (Бабинян; 7 июня 1921, Нор Гюх, Эриванский уезд — 7 июня 1995, Ереван) — советский офицер, участник Великой Отечественной войны, Герой Советского Союза.

## Биография
Родился Грант Бабаян в 1921 году в многодетной крестьянской семье в селе Таза-Гюх (ныне Нор-Гюх, Котайкская область, Республики Армения). Армянин по национальности. После окончания в 1939 году средней школы, работал в органах спецсвязи в Ереване. С этого же года в рядах Красной Армии, направляется для обучения в Вышневолоцкое военно пехотное училище, которое с успехом оканчивает в 1941 году и получает звание лейтенанта.
С июня 1941 года, находился в действующей армии на полях сражений Великой Отечественной войны, участвовал во множествах сражений в которых проявил отвагу и героизм. Грант Бабаян был командиром батальона 400-го стрелкового полка 89-й стрелковой дивизии, 38-го стрелкового корпуса, 33-й Армии, 1-го Белорусского фронта), прошёл путь от Кавказа до Германии в составе дивизии освободил более 900 населенных пунктов.
В апреле 1945 года майор Бабаян принимал участие в штурме города Франкфурт-на-Одере (Германия), в результате его умелого руководства батальон выбил врага с позиции южнее города. В бою за город был ранен, но не покинул поля боя. 23 апреля вместе с другими подразделениями и частями его батальон в числе первых ворвался в город.
Указом Президиума Верховного Совета СССР от 15 мая 1946 года за образцовое выполнение боевых заданий командования на фронте борьбы с немецко-фашистскими захватчиками и проявленные при этом мужество и героизм майору Гранту Геворковичу Бабаяну присвоено звание Героя Советского Союза с вручением ордена Ленина и медали «Золотая Звезда»(№ 8153).
После войны продолжал службу в армии. В 1947 году в звании подполковника увольняется в запас. Жил и работал в Ереване. Умер в 1995 году.

## Награды
- Медаль «Золотая Звезда» Героя Советского Союза (15.05.1946)[1]
- орден Ленина
- орден Красного Знамени (1944)
- орден Богдана Хмельницкого III степени (Приказ по войскам 1-го БФ № 0526/Н от 08.04.1945)
- Орден Александра Невского (1944)
- орден Отечественной войны I степени (1985)
- орден Красной Звезды (1943)
- Медали